# Processus de Gauss
Cette notion se rencontre dans des domaines variés allant des vibrations mécaniques aux vagues de la mer. De même que le théorème central limite permet de considérer une somme de variables aléatoires indépendantes comme une variable de Gauss, il conduit également à considérer une somme de processus aléatoires indépendants comme un processus de Gauss.
Dans un cas comme dans l'autre, une transformation linéaire conserve ce caractère gaussien car un filtre linéaire qui conserve la fréquence d'un signal sinusoïdal, conserve également les fréquences d'un processus gaussien. Ceci permet d'utiliser des méthodes analogues dans les deux cas (voir par exemple Linéarisation équivalente).

## Propriété fondamentale
À un signal à variance finie est associée une fonction d'autocovariance (voir Analyse spectrale). Dans les problèmes pratiques on n'a accès qu'à un enregistrement de durée limitée, ce qui constitue une perte d'information. La transformation de Fourier permet d'obtenir la densité spectrale, c'est-à-dire le contenu en fréquences du signal. En considérant le signal comme une réalisation d'un processus stationnaire ergodique, cette dernière caractéristique supposant que sa moyenne a été soustraite, l'autocovariance statistique de ce processus est égale à l'autocovariance temporelle. Elle permet de déterminer les matrices d'autocovariance pour des décalages temporels variés. Si le processus est gaussien, ces matrices suffisent pour le décrire à tous ordres. Ainsi l'autocovariance décrit entièrement le processus.

## Représentation de Rice
La représentation d'un processus gaussien centré sous la forme
{\displaystyle \omega \,} : constante
{\displaystyle A(t)\,} : processus aléatoire à valeurs positives ou nulles
{\displaystyle \Phi \,} : processus aléatoire sur un intervalle {\displaystyle ]0,2\pi ]\,}
permet d'obtenir des résultats intéressants. Pour cela il faut également considérer le processus
Les deux processus gaussiens ont même variance {\displaystyle \sigma ^{2}\,} et sont décorrélés donc indépendants. Leur densité de probabilité jointe se réduit donc à
Le changement de variables défini par les deux formules du début conduit à une densité de probabilité jointe qui montre que les deux nouveaux processus sont indépendants :
{\displaystyle p_{A}(a)={a \over \sigma ^{2}}e^{-{a^{2} \over {2\sigma ^{2}}}}\,} : processus de Rayleigh

{\displaystyle p_{\Phi }(\phi )={1 \over {2\pi }}\,} : processus uniforme

## Interprétation
Le processus gaussien est donc décrit par un processus vaguement sinusoïdal {\displaystyle \cos(\omega t+\Phi (t))\,} modulé par un processus enveloppe {\displaystyle A(t)\,}.
Un processus à bande étroite, somme de sinusoïdes de fréquences voisines, apparaît comme une sinusoïde modulée. La densité de probabilité de l'enveloppe représente alors approximativement la densité de probabilité des crêtes. La même loi s'applique aux amplitudes crête-creux avec une moyenne quadratique doublée.
Dans le cas d'un processus à large bande, ce résultat n'est plus valable car les hautes fréquences superposées à des creux basses fréquence font apparaître des crêtes négatives. Un raisonnement nettement plus compliqué conduit à la loi dite de Huston-Skopinski, parfois aussi appelée loi de Rice :
{\displaystyle \varepsilon } : paramètre compris entre 0 et 1 associé à la largeur du spectre.
Les deux limites ne peuvent être atteintes. La valeur 0 correspondrait à un spectre ne contenant qu'une fréquence, ce qui ne peut conduire à un phénomène gaussien. La valeur 1 correspond en particulier au bruit blanc parfaitement décorrélé, muni de la même densité spectrale à toutes les fréquences donc de variance infinie. Dans le cas gaussien cette décorrélation assure l'indépendance des variables aléatoires successives, les crêtes ayant alors la même distribution que les valeurs.

## Périodes moyennes
Dans les mêmes conditions, il est possible de calculer l'espérance de certaines périodes identique à leur moyenne temporelle, en particulier les moyennes des distances entre deux passages au zéro successifs à pente de même signe et entre deux crêtes successives. La première de ces périodes est utilisée en conjonction avec la loi de Rayleigh pour calculer les dommages en fatigue, si la distribution des contraintes est raisonnablement gaussienne/rayleighienne.